# مجنون (امیدیه)
مجنون (امیدیه)، روستایی از توابع بخش مرکزی شهرستان امیدیه در استان خوزستان ایران است.

## جمعیت
این روستا در دهستان چاه سالم قرار دارد و براساس سرشماری مرکز آمار ایران در سال ۱۳۸۵، جمعیت آن ۴۸۴ نفر (۸۳خانوار) بوده‌است.